# Lluís Recasens
Lluís Recasens (Tarragona, 19 de febrero de 2002) es un futbolista español que juega en la demarcación de defensa para el Real Zaragoza Deportivo Aragón de la Segunda Federación.

## Biografía
Tras formarse como futbolista en las categorías inferiores del Gimnàstic de Tarragona, CF Reus Deportiu y pasar por el equipo juvenil del RCD Espanyol, finalmente en 2020 pasó a la disciplina del segundo equipo. Debutó con el club el 18 de octubre de 2020 contra la Associació Esportiva Prat, encuentro que finalizó con un resultado de 2-1. El 12 de septiembre de 2021 debutó con el primer equipo en un partido de Liga contra el Atlético de Madrid, finalizando con un resultado de 1-2 a favor del conjunto madrileño.

## Clubes
| Club              | País   | Año       | Partidos | Goles |
| ----------------- | ------ | --------- | -------- | ----- |
| RCD Espanyol "B"  | España | 2020-2024 | 64       | 0     |
| RCD Espanyol      | España | 2021-2023 | 1        | 0     |
| CF Badalona Futur | España | 2023-2024 | 14       | 1     |
| Deportivo Aragón  | España | 2024-     | 1        | 0     |